# Залесе-Ґурне
Залесе-Ґурне (пол. Zalesie Górne) — село в Польщі, у гміні Пясечно Пясечинського повіту Мазовецького воєводства.
Населення — 3340 осіб (2011).

## Демографія
Демографічна структура станом на 31 березня 2011 року:
|          | Загалом | Допрацездатний вік | Працездатний вік | Постпрацездатний вік |
| -------- | ------- | ------------------ | ---------------- | -------------------- |
| Чоловіки | 1558    | 296                | 1043             | 219                  |
| Жінки    | 1782    | 316                | 988              | 478                  |
| Разом    | 3340    | 612                | 2031             | 697                  |